# Фабио Капело
Фабио Капело (итал. Fabio Capello; Сан Канцијан д'Изонцо, 18. јун 1946) је италијански фудбалски тренер.

## Каријера
Капело је своју каријеру започео у Милану раних деведесетих. Са росонерима је освојио четири титуле првака Италије и Лигу Шампиона 1994. године. Године 1996. постаје тренер Реал Мадрида где осваја титулу првака Шпаније. Након тога се на кратко враћа у Милан а затим 1999. постаје тренер Роме. Са римским клубом осваја скудето 2001. године, 2004. прелази у Јувентус где ради до 2006. године а затим се враћа у Реал Мадрид. У овом периоду стара дама стиже до две титуле првака Италије. Након избијања скандала у вези са намештањем утакмица и пребацивања Јувентуса у другу лигу, Капело бива промовисан за новог тренера Реал Мадрида са којим је освојио још једну титулу првака Шпаније.

## Трофеји

### Као играч
Рома
- Куп Италије : 1968/69.

Јувентус
- Серија А : 1971/72, 1972/73, 1974/75.

Милан
- Серија А : 1978/79.
- Куп Италије : 1976/77.

### Као тренер
Милан
- Серија А : 1991/92, 1992/93, 1993/94, 1995/96.
- Суперкуп Италије : 1992, 1993, 1994.
- Лига шампиона : 1993/94.
- Европски суперкуп : 1994.

Реал Мадрид
- Прва лига Шпаније : 1996/97, 2006/07.

Рома
- Серија А : 2000/01.
- Суперкуп Италије : 2001.

Јувентус
- Серија А : 2004/05, 2005/06. (титуле одузете у афери Калчополи)

### Индивидуални
- Најбољи тренер године у Серији А : 2005.